# Duplex (filatelistyka)
Duplex – międzynarodowa nazwa stempla pocztowego, składającego się z dwóch zespolonych części. Zazwyczaj zawiera kasownik (beznapisowy, numerowy, literowy itp.) i miejscownik lub datownik pocztowy. Stosowano go głównie w krajach anglosaskich w XIX-XX wieku. Obecnie używany w Stanach Zjednoczonych.